# لیف اریکسون (هنرپیشه)
لیف اریکسون (انگلیسی: Leif Erickson; ۲۷ اکتبر ۱۹۱۱ – ۲۹ ژانویهٔ ۱۹۸۶) هنرپیشه و خواننده اهل ایالات متحده آمریکا بود. از فیلم‌ها و مجموعه‌های تلویزیونی که وی در آن نقش داشته‌است، می‌توان به در بارانداز، فتح، سه راز، تازه‌به‌دوران‌رسیده‌ها و چاپارل اشاره کرد.